# St. Nikolai (Weißenschirmbach)

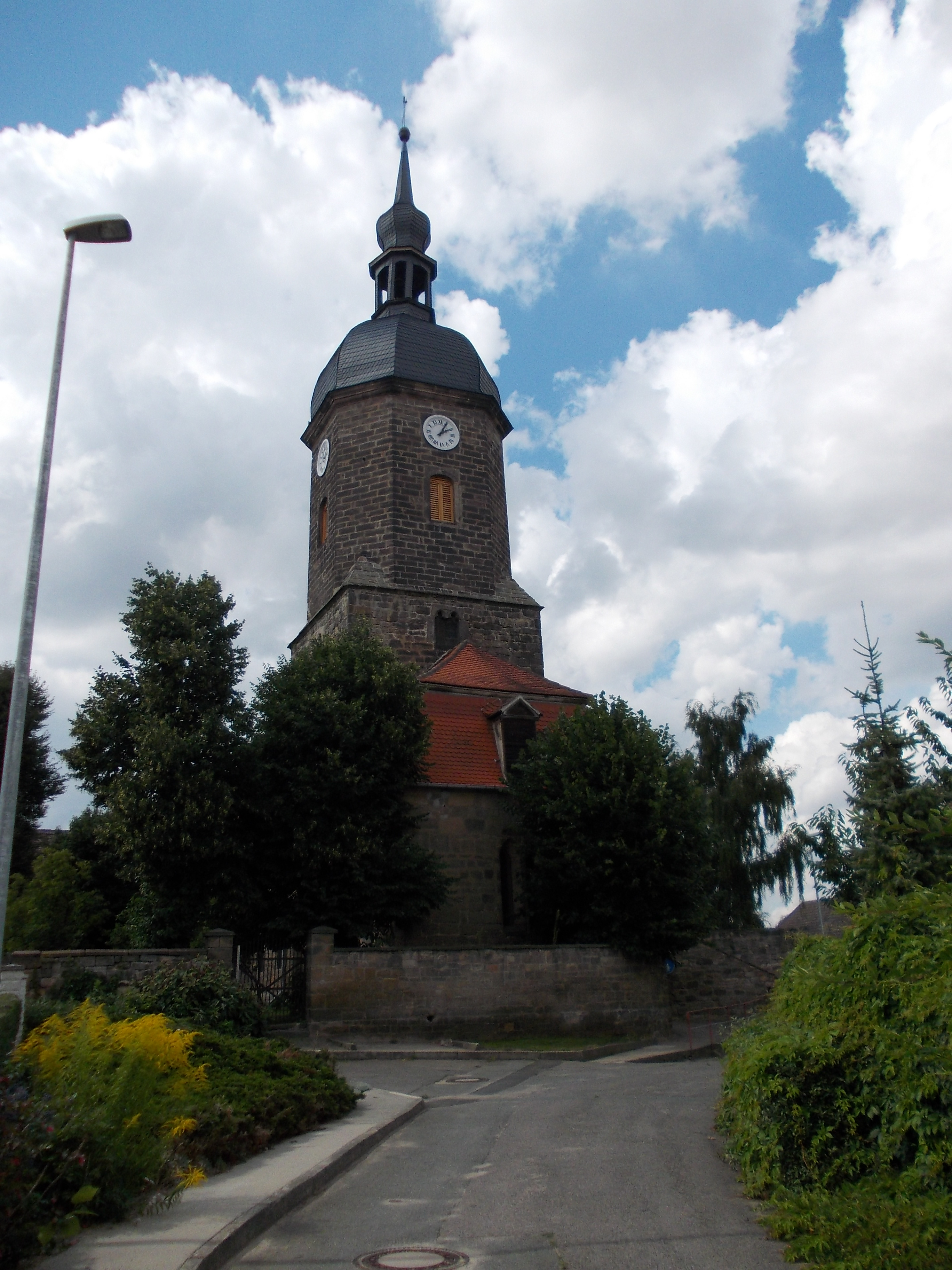
St. Nikolai in Weißenschirmbach

St. Nikolai ist eine denkmalgeschützte evangelische Chorturmkirche im Ortsteil Weißenschirmbach der Stadt Querfurt in Sachsen-Anhalt. Im örtlichen Denkmalverzeichnis ist sie unter der Erfassungsnummer 094 50444 als Baudenkmal verzeichnet.

## Geschichte
Die dem Heiligen Nikolaus von Myra geweihte Kirche (Adresse Borngasse 20) entstand aus einer Nikolaikapelle, deren Ausbau zur Kirche 1404 begann. 1512 wurde die Kirche zur Pfarrkirche erhoben, vorher war sie Filiale der Kirche in Vitzenburg.
Unter der Patronatsloge befindet sich ein Gang mit einer Treppenanlage. Um- und Ausbauten des 18. Jahrhunderts prägen das heutige Aussehen der Kirche.

## Architektur und Ausstattung
Die Kirche ist als Chorturmkirche errichtet. Das Kirchenschiff ist rechteckig, der Turm besitzt eine oktogonale Glockenstube mit schiefergedeckter Schweifhaube und Laterne. Der gotische Chorraum mit zwei Spitzbogenfenstern ist rechteckig. Der Innenraum besitzt ein rundbogiges Sakramentshäuschen im Chor sowie eine neogotische Kanzel aus Holz. Die Decke ist als Muldendecke aus Holz ausgeführt. Die Empore ist hufeisenförmig und war früher durchweg doppelgeschossig, heute ist nur noch die Südseite der Kirche mit einer Doppelempore ausgestattet.

## Orgel

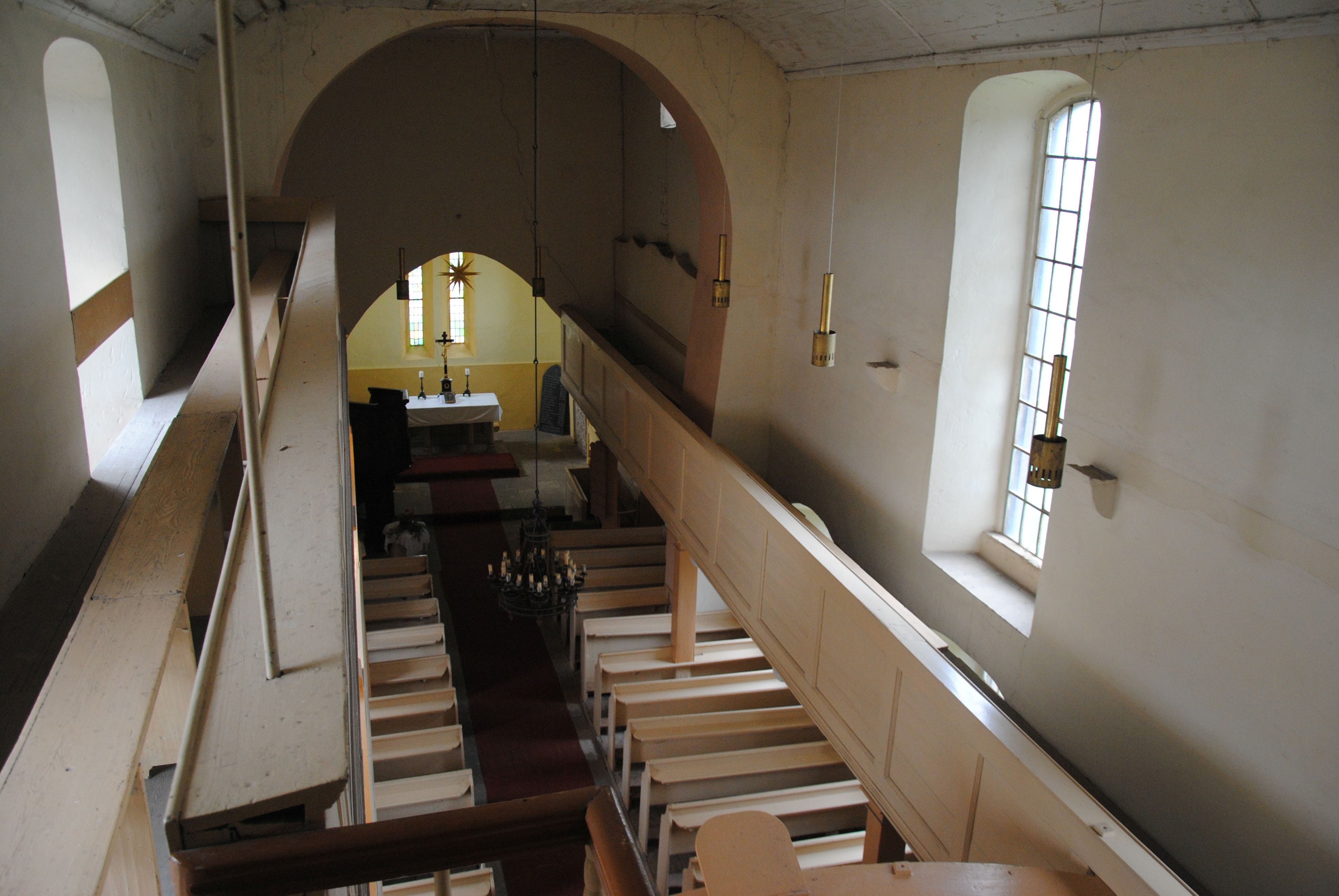
Blick in den Innenraum nach Osten

Die heutige Orgel wurde um 1720 von Johann Christoph Mocker II. aus Roßleben neu erbaut und ist vermutlich dessen ältestes erhaltenes Werk. Ihre Prospektpfeifen wurden 1917 ausgebaut und nicht ersetzt. Der Zustand des Werkes ist heute schlecht und bedarf einer Sanierung. Die mechanische Orgel besitzt 9 Register auf einem Manual und Pedal.

## Glocken

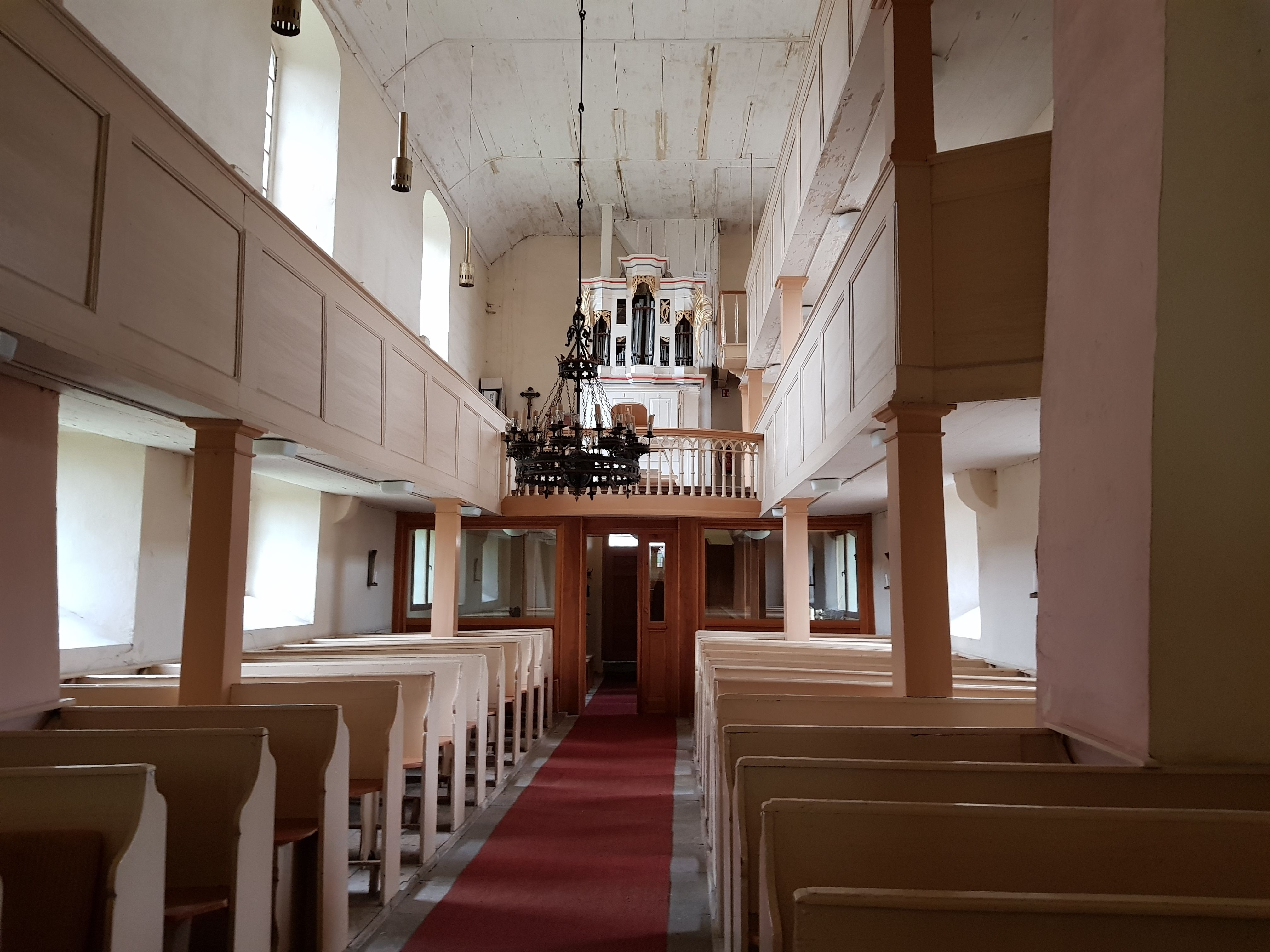
Blick zur Orgel

In der achteckigen Glockenstube erklingen heute zwei Glocken. Die kleinere ist aus gotischer Zeit und unbezeichnet, sie stammt wahrscheinlich aus der Kirche des wüst gefallenen Ortes Stachelroda. Die größere wurde 1675 von Simon Wildt aus Halle geschaffen. Das Duett besitzt seit 2010 eine neue Läuteanlage mit Linearantrieben, im Zuge dessen wurde die kleine Glocke in Nördlingen restauriert und u. a. der Schlagring aufgeschweißt.